# Улица Академика Миллионщикова
У́лица Акаде́мика Миллио́нщикова — улица в Южном административном округе города Москвы на территории района Нагатино-Садовники. Начинается от улицы Садовники, далее пересекает Коломенский проезд и заканчивается примыканием с северо-востока к Каширскому шоссе. Нумерация домов начинается от улицы Садовники.

## Происхождение названия
Названа 24 августа 1973 года честь академика М. Д. Миллионщикова (1913—1973) — выдающегося ученого в области аэрогидродинамики, прикладной физики, ядерной энергетики, организатора науки, государственного и общественного деятеля, вице-президента АН СССР, председателя Верховного Совета РСФСР, Героя Социалистического Труда, лауреата Ленинской и двух Государственных премий СССР.

## Здания и сооружения

### по нечётной стороне
- Дом 1 — Городская клиническая больница им. С. С. Юдина (территория М1)
- Дом 3 — 1-е поликлиническое отделение ГКБ им. С. С. Юдина
- Дом 31 — Детский досуговый центр «Икар»
- Дом 31, корпус 2 — Детский сад № 1330
- Дом 35, корпус 5 — Галерея «На Каширке»
- Дом 37 — Управа района «Нагатино-Садовники» Южного АО г. Москвы
- Дом 37 — Храм благоверного князя Димитрия Донского в Садовниках.

### по чётной стороне
- Дом 20 — Государственная академия инноваций, Колледж электромеханики и технологий (московский государственный колледж)
- Дом 22 — Детская поликлиника № 91.

## Транспорт
- Автобус м19 в обе стороны от Коломенского проезда до улицы Садовники;
- Автобус с806 по нечётной стороне от Каширского шоссе до  улицы Садовники.

## Улицы Миллионщикова в других городах
В 2008 году в городе Грозном Трудовая улица была переименована в улицу им. Академика М. Д. Миллионщикова.